# Мар'ївка (Вакулівська сільська громада)
Ма́р'ївка — село в Україні, в Криворізькому районі Дніпропетровської області. Входить до Вакулівської сільської громади. Населення на 2021 рік — 405 мешканці.

## Географія
Село Мар'ївка розташоване в південно-західній частині Дніпропетровської області, за 34 км на схід від районного центру — м. Кривий Ріг. Найближча залізнична станція — Жовтокам'янка — за 10 км на південь. Село знаходиться на схилах долини річки Жовтенька, по обидва боки. Вище за течією на північний схід на відстані 2 км на правому березі річки розташоване село Павлівка, на відстані 2,5 км на лівому березі річки розташоване село Євдокіївка, нижче за течією на південь на відстані 1,7 км розташований хутір Калашники. Поруч по східній околиці села проходить автомобільна дорога Т 0419, з'їзд на захід від цієї дороги через греблю веде до центру села.
Село лежить на півночі Причорноморської низовини, в степовій зоні, північностепова підзона, Дністровсько-Дніпровська північно-степова провінція (Фізико-географічне районування України).

## Визначні пам'ятки

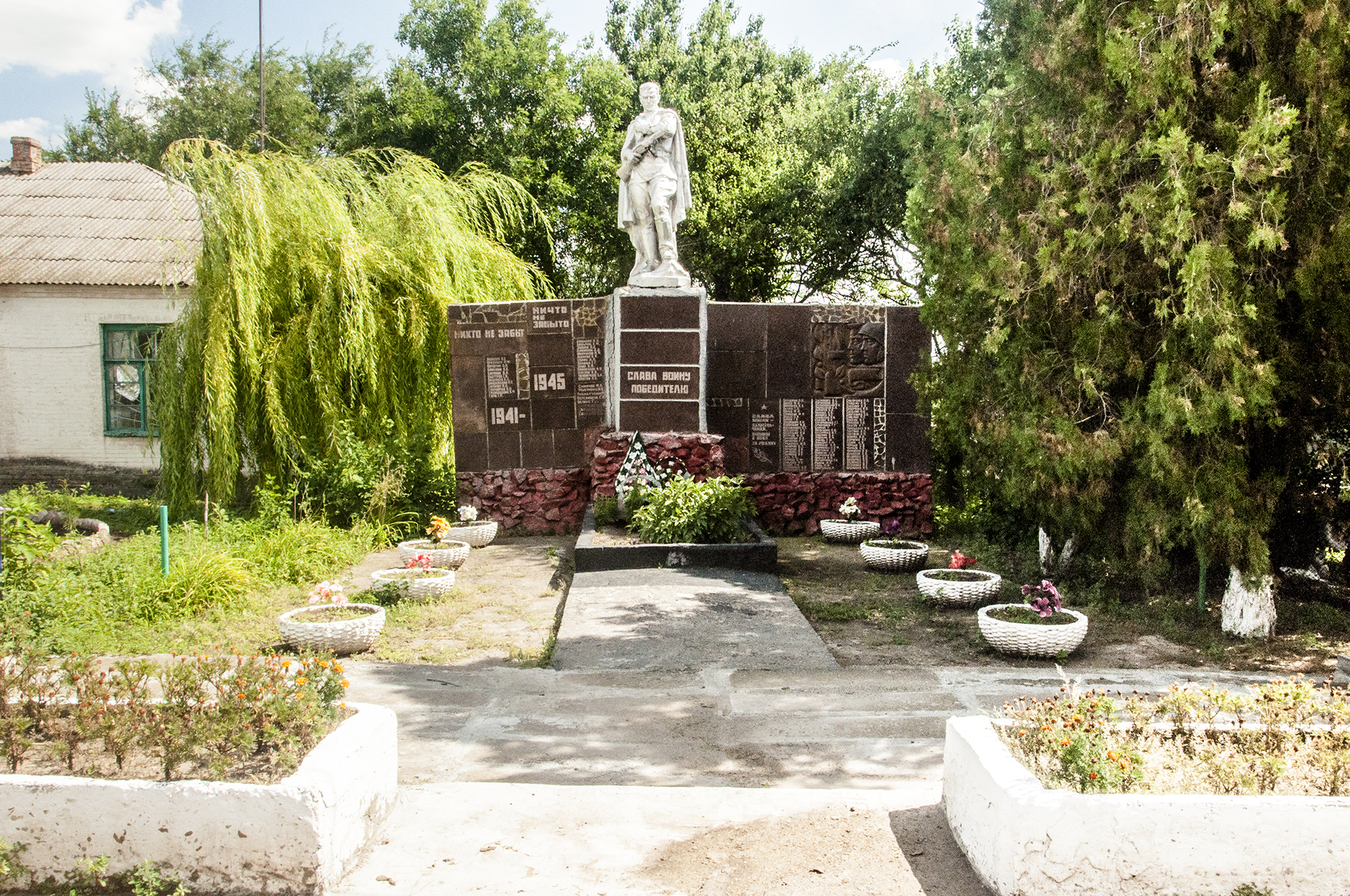
Братська могила радянських воїнів, які загинули при визволенні с. Мар'ївка в січні 1944 року

В центрі села братська могила радянських воїнів, які загинули при визволенні с. Мар'ївка в січні 1944 року. Поховано 47 осіб. 
Біля села знаходиться декілька курганів датованих II тис. до н. е.:
Курган (h=3,5 м, d=70 м) 1,5 км на захід, південний захід від центру села (12-252-0181);
Курган (h=1,7 м, d=60 м) 2 км на південний схід від центру села; 0,75 км на захід від балки, яка тягнеться до урочища Ботвина (12-252-0182);
Могильник курганний (4 кургани) (h=1,4 м, d=40 м; h=0,4 м, d=20 м; h=0,3 м, d=16 м; h=0,3 м, d=16 м) 2 км на південний схід від центру села; 1,25 км на захід від урочища Ботвина (12-252-0183)

## Населення

### Мова
Розподіл населення за рідною мовою за даними перепису 2001 року:
| Мова       | Кількість | Відсоток |
| ---------- | --------- | -------- |
| українська | 459       | 96.84%   |
| російська  | 15        | 3.16%    |
| Усього     | 474       | 100%     |